# Hannoversche Caoutchouc-, Guttapercha- und Telegraphen-Werke

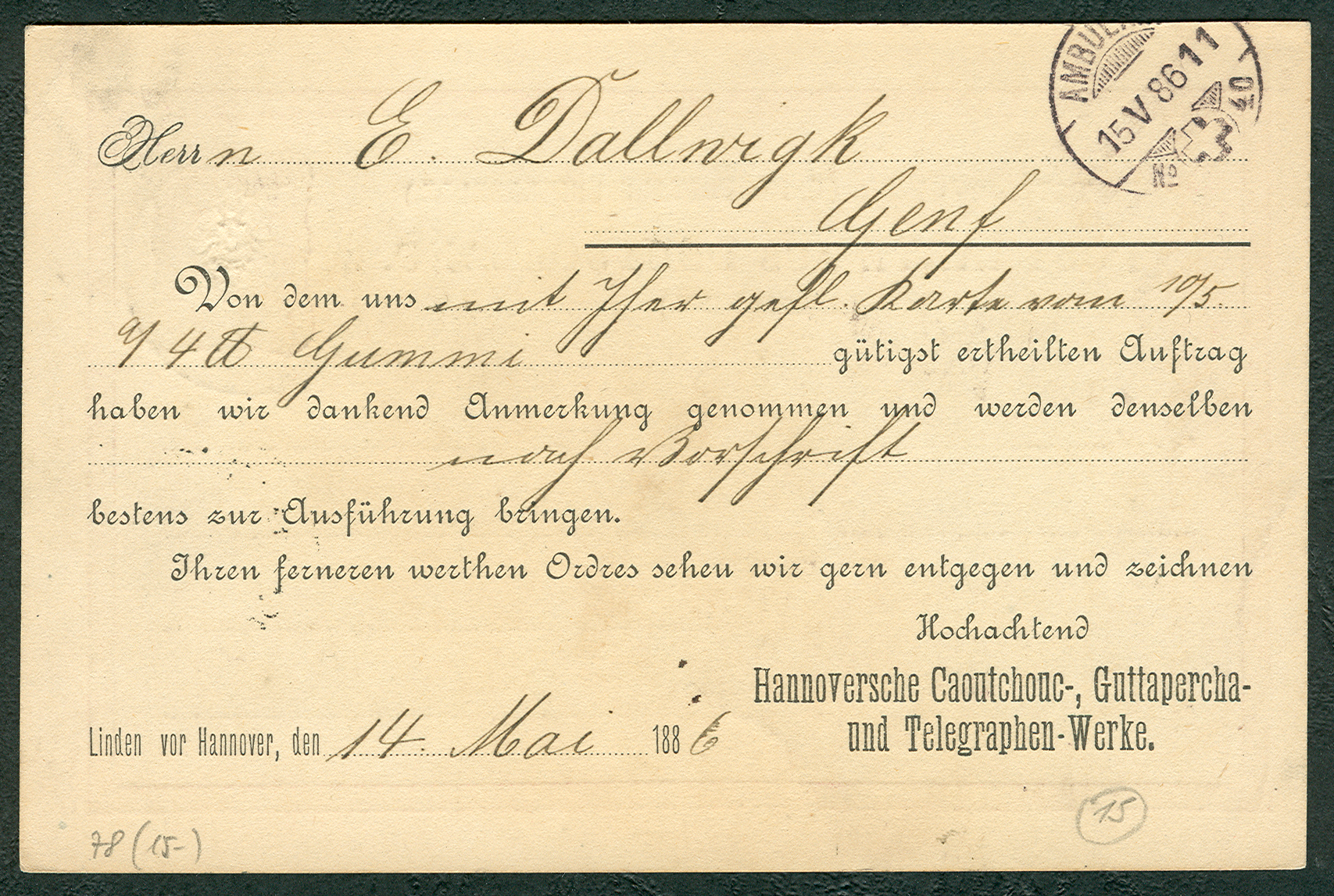
Postkarten-Vordruck der Hannoverschen Caoutchouc-, Guttapercha- und Telegraphen-Werke von 1886 aus „Linden vor Hannover“ zur Bestätigung einer Bestellung

Die Hannoverschen Caoutchouc-, Guttapercha- und Telegraphen-Werke in „Linden vor Hannover“ waren ein im 19. Jahrhundert gegründetes Unternehmen zur Herstellung zumeist technischer Gummiwaren, insbesondere aber von Kabeln für die Telegrafie, Telefonie und zum Leiten von elektrischem Strom. Standort war die Stärkestraße an der Ihme. im heute hannoverschen Stadtteil Linden-Nord.

## Geschichte
Das Unternehmen wurde am 3. November 1883 in der Rechtsform einer Aktiengesellschaft gegründet. Damit war die Gummifabrik auch örtlich eine direkte Konkurrenz zu der kleineren, ebenfalls an der Stärkestraße liegenden, jedoch bereits 1870 gegründeten Gummiwaren-Fabrik Otto Köhsel.
1884 trat der Chemiker Albert Gerlach (* 6. Dezember 1858 in Barmen; † 9. Dezember 1918 in Hannover) in die Hannoverschen Caoutchouc-, Guttapercha- und Telegraphen-Werke zunächst als Betriebsleiter ein, bevor er später, bis 1890, Mitglied des Vorstands wurde. Zeitweilig beschäftigte das Unternehmen bis zu 650 Arbeiter.
In dem mächtigen Ziegelbau des Fabrikgebäudes wurden natürlicher Kautschuk und Guttapercha als Rohstoffe zu Produkten verarbeitet, neben Kabeln auch zahlreiche Gegenstände für die Industrie, die Krankenpflege oder für den Haushalt, zum Beispiel Dichtungen für Maschinen, Treibriemen, Betteinlagen, Eisbeutel, Zerstäuber (etwa für Insektenpulver) oder Fahrradreifen.
1898 wurden die Hannoverschen Caoutchouc-, Guttapercha- und Telegraphen-Werke durch die Vereinigte Gummiwaaren-Fabriken Harburg-Wien AG übernommen. Unter dem neuen Eigentümer wurde noch zwei Jahrzehnte lang produziert, bis während des Ersten Weltkriegs aufgrund des kaum noch möglichen Imports von natürlichem Kautschuk der Lindener Betrieb im Jahr 1917 stillgelegt wurde.
Der kleineren Gummiwaren-Fabrik des Kaufmanns Otto Köhsel mit ihren mitunter bis zu 120 Arbeitern an der Stärkestraße war es hingegen besser ergangen. Zu Beginn der Weimarer Republik konnte das Unternehmen 1919 sogar die kompletten Fabrikanlage ihres ehemals benachbarten Konkurrenten hinzukaufen. Das Unternehmen erhielt nun die neue Firma Mittelland Gummiwerke.